# Avenida Nicolás Ayllón
La Avenida Nicolás Ayllón es una de las principales avenidas de la ciudad de Lima, capital del Perú. Se extiende de oeste a este, en los distritos de Lima, La Victoria, El Agustino, San Luis y Ate.
El recorrido oficial culmina en el cruce con la vía de Evitamiento, cuyo tramo, es continuado por la carretera Central. Sin embargo, la Municipalidad de Lima, y las municipalidades de Santa Anita, Ate, Lurigancho-Chosica y Chaclacayo, siguen apodando a la carretera Central como Nicolás Ayllón, continuando con la numeración de cuadras puestas en el cruce con la vía de Evitamiento. 
En el 2019 se cerrará el tramo entre la avenida 22 de julio y el jirón El Triunfo en el cruce con la avenida Nicolás Ayllón.
En el 2020 se dispuso el cierre desde el tramo de la Avenida Nicolás Ayllón desde el cruce con la Avenida México hasta 28 de julio debido a la construcción de la estación Nicolás Ayllón de la Línea 2 del Metro de Lima y Callao.
En octubre de 2022 se iniciará el cierre de la Avenida Nicolás Ayllón a la altura de Jirón Mariscal Eloy Ureta y Avenida México para la construcción de los pozos de ventilación de Línea 2 del Metro de Lima y Callao.
El 24 de mayo de 2024 se reabrieron 3 tramos de la Av. Nicolás Ayllón de las vías adyecentes a la estación Nro. 25 "VISTA ALEGRE", Nro. 26 "PROLONGACION JAVIER PRADO" y la Estación Nro. 27 "MUNICIPALIDAD DE ATE" que estuvieron cerradas por las obras de la Línea 2 del Metro de Lima y Callao.

## Recorrido
Inicia en la intersección con la avenida Miguel Grau en el distrito de Lima, donde se encuentra la estación Miguel Grau de la línea 1 del Metro de Lima y Callao. Todo el tramo de la avenida se caracteriza por tener un ambiente industrial y "populoso". Finaliza en su cruce con la vía de Evitamiento, donde es superpuesta y ocupa el nombre de carretera Central.